# بورک‌آباد (اردبیل)
بورک آباد نام روستایی در دهستان اجارود شرقی، بخش موران، شهرستان گرمی، استان اردبیل است که طبق سرشماری نفوس و مسکن مرکز آمار ایران ۳۴ نفر جمعیت دارد.